# Rio-gruppen
Rio-gruppen er en international organisation af latinamerikanske stater. Den blev etableret i 1986 under Den kolde krig som et alternativ til Organisationen af Amerikanske Stater, som var domineret af USA. Rio-gruppen har hverken sekretariat eller andet permanent organisationsapparat, og driver sin virksomhed i form af årlige topmøder mellem statslederne i medlemslandene.
Nuværende medlemslande i alfabetisk rækkefølge:
| - Argentina - Belize - Bolivia - Brasilien - Chile - Colombia - Costa Rica - Dominikanske Republik - Ecuador - El Salvador - Guatemala - Guyana - Haiti - Honduras - Jamaica - Mexico - Nicaragua - Panama - Paraguay - Peru - Surinam - Uruguay - Venezuela |

## Links
- Explanation of the Rio Group Arkiveret 11. marts 2008 hos  Wayback Machine from the Brazilian government.
- Pro-tempore secretariat hosted by Chile from 2001 Arkiveret 10. marts 2008 hos  Wayback Machine